# Cenote

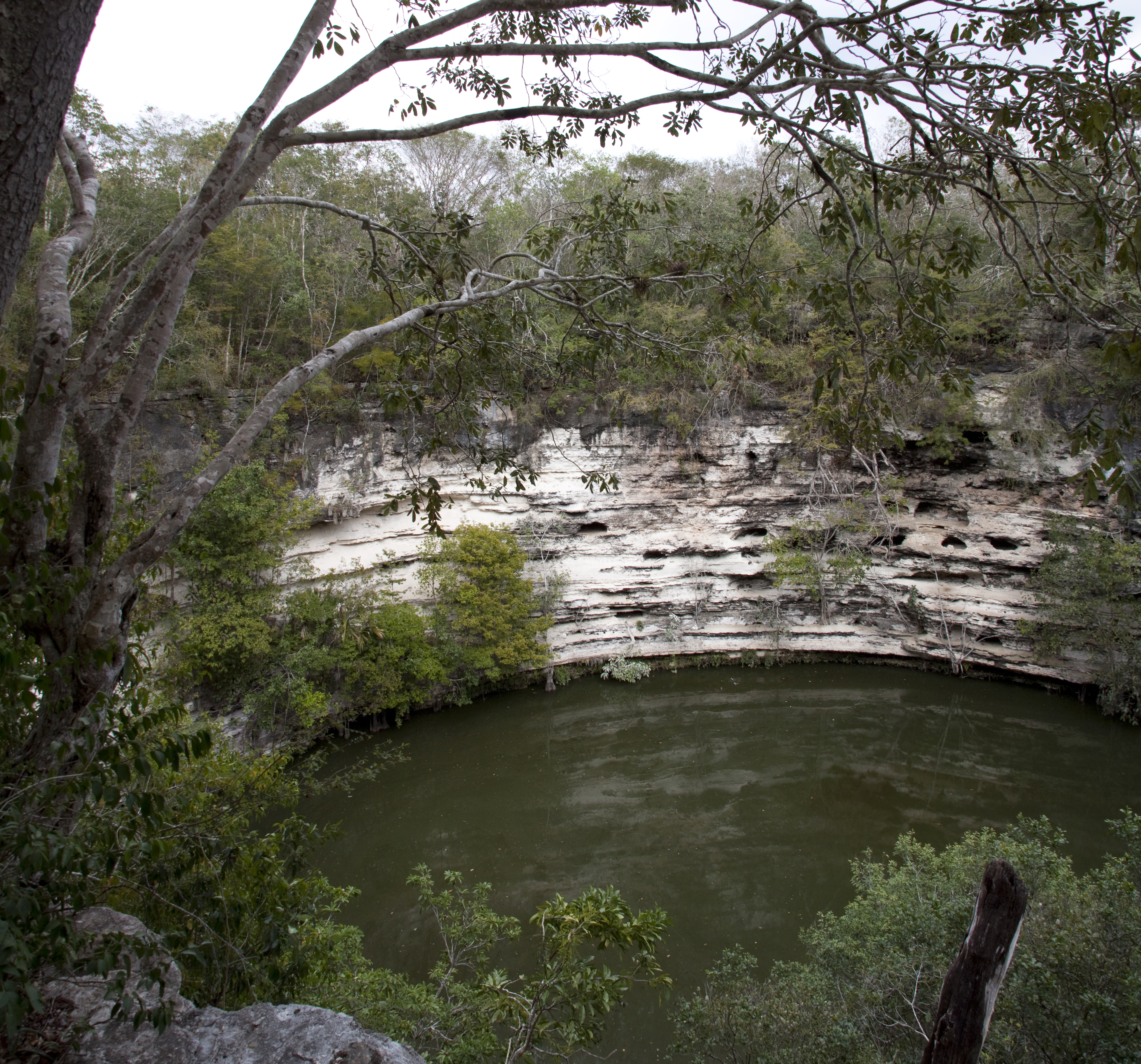
Cenote sacro, Chichén Itzá

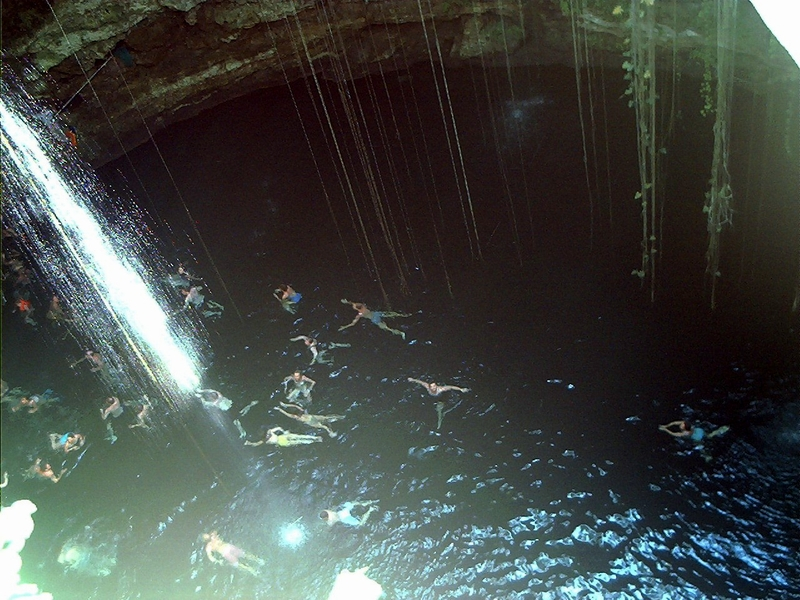
Nuotatori in un cenote di Quintana Roo, Messico

Cenote (pronunciato in spagnolo standard [θeˈnote], deriva direttamente dalla lingua dei Maya: dzonot, cioè ‘acqua sacra’ nella variante latinoamericana [seˈnote], dal maya arcaico tzonoot, reso con la grafia moderna in tz′ono′ot, possibile pronuncia in maya classico [t͡sonot͡ɫ]; possibile grafia alternativa Xenote) è il nome dato in America Centrale e Messico meridionale a un tipo di grotta con presenza di acqua dolce. 

## Geologia
La formazione dei cenote viene fatta risalire a stadi di basso livello marino nel corso delle glaciazioni pleistoceniche. Rappresentano grotte carsiche parzialmente o totalmente collassate. I cenote allo stadio di maturità sono simili a piccoli laghi circolari o lagune con cascatelle ai margini. 
In alcuni casi i cenote sboccano nell'oceano e in questo caso si ha una mescolanza di acqua dolce e salata e si può osservare uno strato torbido che rappresenta l'aloclino. Questo fenomeno si può presentare molti chilometri nell'entroterra, generalmente ad una profondità di 20-30 metri.
Attualmente il termine è usato anche per descrivere fenomeni carsici simili in altre nazioni come l'Australia, dove sono semplicemente chiamati sinkholes e contengono profondi laghi di acqua dolce con trasparenza cristallina che attirano speleosub da tutto il mondo. 

## Parchi con cenote
Cenote Park, situato a Playa del Carmen, Quintana Roo, Messico, contiene molti cenote. Questi danno accesso ad un esteso sistema di grotte allagate come la grotta Nohoch Nah Chich. Grotte come la Dos Ojos sono meta di speleosub e di ricerche organizzate per esplorare il sistema sotterraneo. Los Tres Ojos, situato a Santo Domingo, Repubblica Dominicana, zona di rifugio per la vita silvestre.

## Cenote famosi
- Ik Kil, Pisté, Yucatán
- Cenote sacro, Chichén Itzá, noto anche come Cenote dei sacrifici
- Zacatón